# Saint-Pierre-le-Bost
Saint-Pierre-le-Bost é uma comuna francesa na região administrativa da Nova Aquitânia, no departamento de Creuse. Estende-se por uma área de 17,24 km². Em 2010 a comuna tinha 135 habitantes (densidade: 7,8 hab./km²).